# République du Connaught
Pour les articles homonymes, voir République irlandaise et Connaught.
 (janvier 2019).
Si vous disposez d'ouvrages ou d'articles de référence ou si vous connaissez des sites web de qualité traitant du thème abordé ici, merci de compléter l'article en donnant les références utiles à sa vérifiabilité et en les liant à la section « Notes et références ».
31 août 1798 – 8 septembre 1798
8 jours
La République irlandaise de 1798, aussi appelée la république du Connaught, qui allait de Galway à Sligo (Irlande), fut proclamée le 31 août 1798 à la suite de la bataille de Castlebar.
Sa création a lieu dans le cadre de la rébellion irlandaise de 1798 appuyée par le corps expéditionnaire français de l'expédition d'Irlande de 1798.

## Histoire
Le 22 août 1798, le général français Humbert et ses hommes réussirent à s’emparer de la ville de Killala. Le général déclara à la population qu’ils étaient venus dans le but de libérer l’Irlande du joug anglais. Des centaines d’Irlandais unis vinrent se joindre à eux et les aidèrent à préparer les opérations à venir en réquisitionnant des provisions au nom du gouvernement provisoire du Connacht. En apprenant l’arrivée des Français, les commandants anglais Cornwallis et Lake ordonnèrent l’envoi de renforts.
Ne sachant pas si le général Hardy avait accosté et croyant que la meilleure défense était l’attaque, le général Humbert et ses hommes se lancèrent à l’assaut de la position anglaise de Ballina, à quelques kilomètres de Killala. Ils parvinrent, le 27 août, à prendre la ville de Castlebar aux mains des Anglais et à s’emparer d’armes, de munitions et de pièces d’artillerie. Cette victoire impressionnante permettait au général Humbert de contrôler la moitié du comté de Mayo et une importante partie des côtes occidentales de l’Irlande. Des Irlandais unis de tous les comtés continuèrent à venir grossir les rangs de l’armée française. 
La république du Connaught est proclamée le  31 août. Le citoyen John Moore de Moorehall est nommé président d’un gouvernement de douze membres chargé d’assurer la subsistance de l’armée franco-irlandaise et de lever huit régiments d’infanterie, chacun de 1 200 hommes, et quatre régiments de cavalerie, chacun de 600 hommes. Mais le général en chef de l’armée d’Irlande doit se rendre à l’évidence : l’impitoyable répression anglaise a fait le vide autour de lui ; les rebelles encore en état de prendre les armes hésitent à se compromettre aux côtés d’alliés si peu nombreux ; tout ce que l’Irlande compte de soldats aguerris, sans compter les renforts acheminés d’Angleterre, font mouvement sur le Mayo pour lui couper la route, l’encercler et l’anéantir.
Après ces premières batailles victorieuses, l’insurrection échoue au terme de la bataille de Ballinamuck, dans le comté de Longford, le 8 septembre 1798 : le général Humbert doit capituler et est fait prisonnier. 
Deux semaines après leur victoire à Ballinamuck, les Anglais reprirent Killala, laissant plusieurs centaines de rebelles morts. La république du Connacht n'existait plus. John Moore, son président, fit partie de ceux qui furent jugés hâtivement et pendus.